# Cavalerul fără lege
Cavalerul fără lege (titlul original: în italiană Le avventure di Mandrin) este un film de aventură italo-francez, realizat în 1952 de regizorul Mario Soldati, protagoniști fiind actorii Raf Vallone, Silvana Pampanini, Roland Armontel, Roland Armontel.

## Conținut
Mandrin, dezertor din armata franceză, devine liderul unei bande de contrabandiști piemontezi. Este îndrăgit de frumoasa hangiță Rosetta, dar atrage atenția marchizei de Montbricourt, favorita regelui, care ajunge de la Versailles tocmai pentru a-l vedea. Ea va fi cea care îi va salva viața și îi va permite să se căsătorească cu Rosetta...

## Distribuție
- Raf Vallone – Luigi Mandrin
- Silvana Pampanini – Rosetta
- Michèle Philippe – marchiza di Montbricourt
- Roland Armontel – marchizul Montbricourt
- Jacques Castelot – baronul de Villemure
- Alberto Rabagliati – Behisar
- Gualtiero Tumiati – principele Guido
- Vinicio Sofia – Stefano Vernet
- Giulio Donnini – monsieur Pierre
- Michele Malaspina –
- Nietta Zocchi – dama de companie